# St. John's Episcopal Church
St. Johns's Episcopal Church, Lafayette Square is een Episcopale Kerk gelegen aan het Lafayette Square in Washington D.C., slechts een blok van het Witte Huis vandaan. Sinds de bouw in 1816 heeft elke zittende president de kerk minstens eenmaal bezocht. De kerk staat daarom ook bekend als de Kerk van de Presidenten (In het Engels: Church of the Presidents).

## Achtergrond
Met de ingebruikname van Washington als nationale hoofdstad ontstond ook de noodzaak voor een eigen kerkgebouw voor de plaatselijke Episcopaalse gelovigen. De kerk werd ontworpen door Benjamin Latrobe en onder zijn supervisie gebouwd. De kerkklok werd gemaakt door de zoon van Paul Revere. De kerk werd in 1842 verder uitgebreid. Bij de uitvoering werd de oorspronkelijke inrichting wat betreft banken en gangpaden sterk aangepast. Het koor werd uitgebreid en de wijnglasvormige kansel verdween. In 1883 vonden er wederom aanpassingen plaats. Veel ramen werden vervangen door gebrandschilderd glas, vaak ter herinnering van overleden kerkleden. Het kerkkoor werd verder uitgebreid en er werd een nieuw orgel geplaatst. Aan de zuidoostkant vond een uitbouw plaats waardoor er ruimte ontstond voor onder andere een consistoriekamer en kantoren. Het aantal zitplaatsen groeide met honderdtachtig naar zevenhonderdtachtig in totaal.
Sinds James Madison heeft elke president bij gelegenheid St. Johns bezocht. Dat komt deels door de ligging, maar ook doordat bovengemiddeld veel presidenten een episcopale achtergrond hadden. Madison pachtte in 1816 een eigen kerkbank, die sindsdien gereserveerd is voor de president wanneer deze de kerk bezoekt. De meest frequente bezoeker onder de presidenten was Abraham Lincoln die tijdens de Amerikaanse Burgeroorlog meestal dagelijks het avondgebed bijwoonde.
In mei 2020 vonden er massale protesten plaats op het plein voor de kerk vanwege de dood van George Floyd. Er werd brand gesticht in het gebouw. De politie en Nationale Garde verwijderden op 31 mei met gebruik van traangas de vreedzame demonstranten van het plein, waarna president Donald Trump overstak richting de kerk voor een fotomoment. De actie werd fel bekritiseerd omdat men dacht dat de demonstranten werden verdreven voor het fotomoment van Donald Trump. Achteraf bleek dat niet het geval te zijn.